# Parmalat Classic
Het Parmalat Classic was een golftoernooi in Zuid-Afrika en maakte deel uit van de Sunshine Tour. Het toernooi werd opgericht in 2003 en de laatste editie was in 2005.

## Winnaars
| Jaar | Baan                      | Locatie      | Winnaar             | Score     |
| ---- | ------------------------- | ------------ | ------------------- | --------- |
| 2003 | Silver Lakes Country Club | Pretoria     | Desvonde Botes      | 207 (–9)  |
| 2004 | De Zalze Golf Club        | Stellenbosch | Justin Walters      | 205 (–11) |
| 2005 | Paarl Golf Club           | Paarl        | Ulrich van den Berg | 201 (–15) |

| Toernooirecord |

Amatola Sun Classic · Atlantic Beach Classic · Bell's Player Championship · Bloemfontein Classic · Botswana Open · Bushveld Classic · Canon Classic · Coca-Cola Charity Championship · Cock of the North · Devonvale Classic · Emfuleni Classic · Eskom Power Cup · General Motors Open · Goldfields Powerade Classic · Goodyear Classic · Graceland Challenge · Highveld Classic · ICL International · Iscor Newcastle Classic · Kalahari Classic · Limpopo Classic · Lombard Tyres Classic · Mafunyane Trophy · Mercedes Benz Golf Challenge · Mount Edgecombe Trophy · Namibië Open · Namibia PGA Championship · Nashua Wild Coast Sun Challenge · Natal Open · Nelson Mandela Invitational · Northern Cape Classic · Observatory Classic · Palabora Classic · Parmalat Classic · Radio Algoa Challenge · Randfontein Classic · Rhodesian Masters · Riviera Resort Classic · Royal Swazi Sun Classic · Seekers Travel Pro-Am · South African Masters · South African Match Play Championship · South African Pro-Am Invitational · Spoornet Classic · Sun Coast Classic · Transvaal Open · Vodacom Golf Championship · Vodacom Open · Vodacom Players Championship · Vodacom Series · Vodacom Trophy · Western Cape Classic · Western Province Open